# Elusa flammans
Elusa flammans là một loài bướm đêm trong họ Noctuidae.